# エーリヒ・ツェラー
エーリヒ・ツェラー（ドイツ語: Erich Zeller、1920年1月13日 - 2001年11月6日）は、ドイツ、アウクスブルク出身のフィギュアスケート選手（男子シングル）。フィギュアスケートコーチ。1942年ドイツ選手権優勝。
ハンス＝ユルゲン・ボイムラー、マリカ・キリウス、ダグマル・ルルツ、ノルベルト・シュラム等を指導した。

## 主な戦績
| 大会/年        | 1940-41 | 1941-42 |
| -------------- | ------- | ------- |
| 西ドイツ選手権 | 5       | 1       |